# ألفريد دي باركسدال
ألفريد دي باركسدال (بالإنجليزية: Alfred D. Barksdale) (و. 1892 – 1972 م)هو محامي، وقاضي، وسياسي من الولايات المتحدة الأمريكية .
وهو عضو في الحزب الديمقراطي الأمريكي .
توفي في لينشبرغ .